# Forat pilot

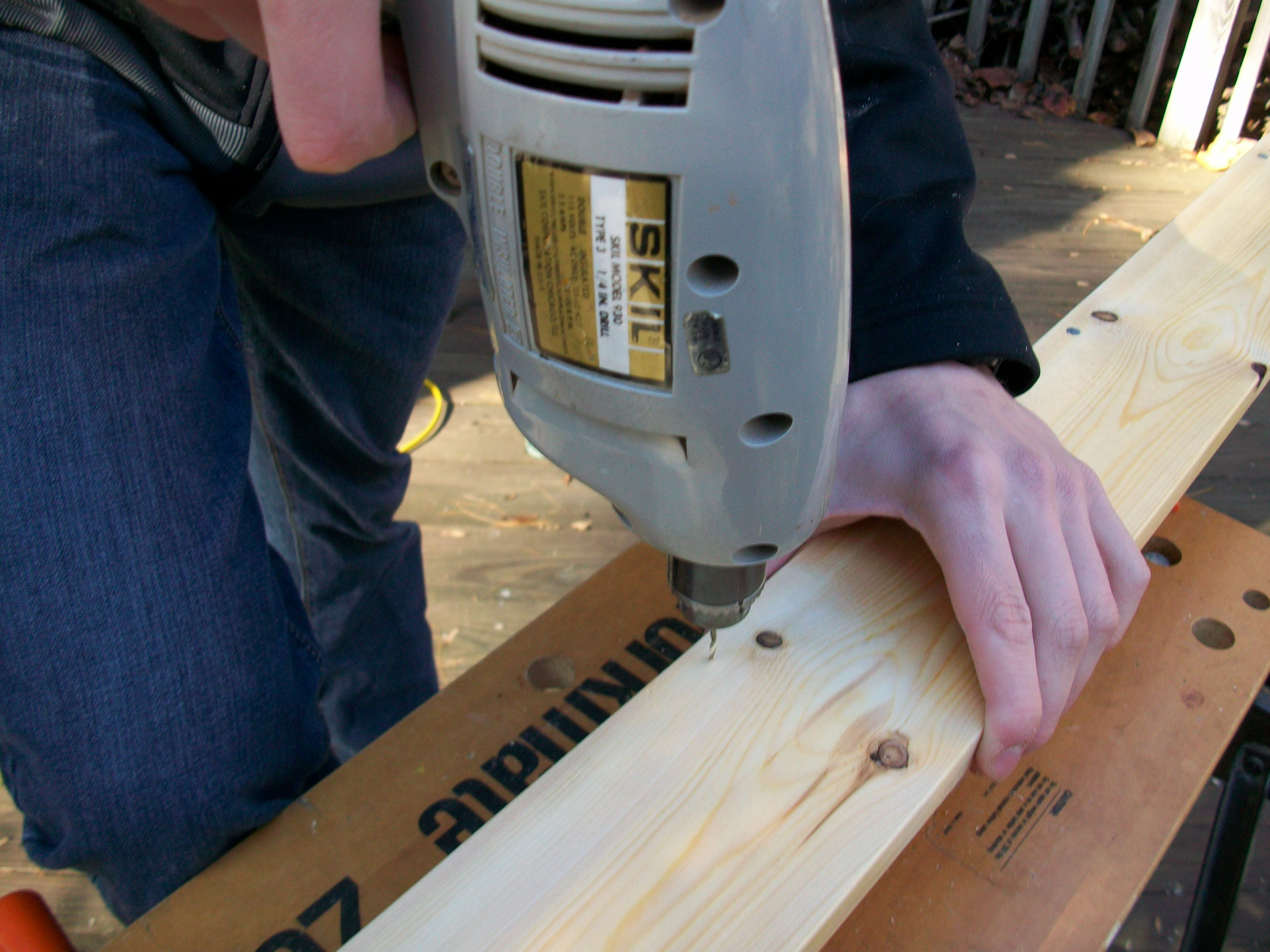
Perforació de forats pilot per clavar-hi claus

A la construcció o fusteria, un forat pilot o forat guia, és un petit forat perforat en diferents materials, formigó, guix, ferro, alumini, etc.. Pot tenir diferents finalitats:
- guiar una broca més gran en la ubicació adequada i facilitar la feina d'aquesta broca
- permetre la inserció d'una altra eina per fer forats, com ara un punxó de xassís, que farà el forat de la mida final
- guiar i proporcionar espai lliure per a un cargol autoroscant de fusta o plàstic per evitar danyar el material o trencar el cargol.

## Pilot per a forats grans
Un forat pilot es pot perforar en tota l'extensió del forat final, o només pot ser una part de la profunditat final. El forat pilot pot ser fet amb una broca de torsió estàndard, un altre tipus de broca adequada per al material o, quan l'objectiu principal és situar amb precisió un forat, es pot fer amb una broca de centre curt i rígid.
El forat pilot també redueix la força necessària per fer girar una broca gran i redueix el risc de trencament d'aquesta. Per a les broques giratòries, la mida del pilot se sol seleccionar de manera que el punta de cisell de la broca més gran no necessiti eliminar cap material, Un forat pilot d'aquesta mida també evita que la broca més gran llisqui sobre el material, guiant-la de manera més eficaç. Els forats molt grans es poden fer de forma escalonada perforant successivament forats pilot cada vegada més grans fins que s'utilitzi la broca de mida final.
En materials més durs, com la majoria de metalls i molts plàstics, i de vegades en materials més tous com la fusta, s'utilitza un punxó central abans de perforar el forat pilot per assegurar-se que la broca pilot més petita no llisqui i que comenci a la ubicació correcta.

## Cargols autoroscants
Els forats pilot es poden utilitzar per collar un cargol autoroscant, normalment sobre fusta, formigó o plàstic on el cargol talla els seus propis fils de rosca.
Quan un cargol s'introdueix en un material sense forat pilot, pot actuar com una falca, generant pressió cap a l'exterior que pot provocar que molts materials s'obrin. Perforant un petit forat pilot al material, en el qual després s'introdueix el cargol, es produeix menys efecte falca, reduint així la probabilitat que el material s'obri.
Quan es colla un cargol sense forat pilot, o amb un forat pilot massa petit, el nucli del cargol pot patir i provocar que el cargol es trenqui. El forat pilot adequat evitarà que això passi mentre proporciona una fricció suficient perquè el cargol quedi fort. Per als cargols de fusta estàndard, es fabriquen broques pilot especials per produir el perfil de forat correcte en una sola operació, en lloc de necessitar diverses mides i profunditats de broques diferents.
Els cargols introduïts al formigó han de tenir el forat pilot de la mida adequada, o bé es trencaran en la inserció, desmuntaran el forat o no proporcionaran la força de retenció necessària.
Un forat perforat per a fer rosques mecanitzades o rosques de cargol en metall o plàstic també es pot denominar forat pilot.